# Václav Postránecký
Václav Postránecký (Prága, 1943. szeptember 8. – Říčany, 2019. május 7.) cseh színész.

## Életútja
Tagja volt Miloslav Disman gyermek-rádióegyüttesének, gyermekszínészként filmekben és 1956-tól színházi darabokban is szerepelt. Közben lakatosnak tanult. 1959–60-ban technikusként dolgozott a libereci színházban, majd Uherské Hradištěben a szlovákiai színházban színészként alkalmazták. 1962 és 1969 között a Brnói Állami Színház, 1969 és 1978 között a prágai városi színház, 1979-től a Prágai Nemzeti Színház tagja volt. 1953 és 2018 között közel 170 filmben szerepelt. Szinkronszínészként is tevékenykedett. Hangját kölcsönözte Tim Allennek, Benny Hillnek, Dustin Hoffmannak és Paolo Villaggionak.

## Színházi szerepei
- Edgar (William Shakespeare: Lear király, 1979)
- Marek Ehrmann (Ladislav Stroupežnický: Naši furianti, 2004)
- Lopuškin (Ivan Stodola: Čaj u pana senátora, 2010)
- Kolenatý (Karel Čapek: Věc Makropulos, 2010)
- Erhardt ezredes (Nick Whitby: To Be or Not to Be, 2011)
- öregember (Eugène Ionesco: Rhinocéros, 2012)
- Ken Lay (Lucy Prebble: Enron, 2012)
- Gömböc úr (Molière: Gömböc úr, 2012)
- optimista (Robert Wilson: 1914, 2014)
- Winston Churchill (Peter Morgan: The Audience, 2015)
- Ivan Csebutikin (Csehov: Három nővér, 2016)

## Filmjei
- Tízen voltunk (Bylo nás deset) (1963)
- Volt egyszer egy ház (Byl jednou jeden dům) (1974, tv-sorozat, három epizódban)
- Muž na radnici (1976, tv-sorozat, hat epizódban)
- Csipkerózsika (Jak se budí princezny) (1977)
- A férfikaland elmarad (S tebou mě baví svět) (1983)
- A repülő fiú (Létající Čestmír) (1983, tv-film)
- Zlá krev (1986, tv-film)
- Humberto cirkusz (Cirkus Humberto) (1988, tv-sorozat, kilenc epizódban)
- Mágnások a seregben (Černí baroni) (1992)
- Zlatník Ondra (1995, tv-film)
- Konto Separato (1997)
- Kašpárkovy rolničky (1999, tv-film)
- O víle Arnoštce (2002)
- Brouk v hlavě (2002, tv-film)
- Bankrotáři (2003, tv-film)
- Vše pro syna (2004, tv-film)
- Falešné obvinění (2004, tv-film)
- Boháč a chudák (2005, tv-film)
- Ro(c)k podvraťáků (2006)
- Jak se krotí krokodýli (2006)
- Příkopy (2007, tv-sorozat, egy epizódban)
- Kdo hledá, najde (2007, tv-film)
- Peklo s princeznou (2008)
- Bobule (2008)
- 2Bobule (2009)
- Cukrárna (2010–2011, tv-sorozat, tíz epizódban)
- Ach, ty vraždy! (2010, tv-film)
- Dvanáct měsíčků (2012, tv-film)
- Doktoři z Počátků (2013–2015, tv-sorozat, 62 epizódban)
- Vinaři (2014–2015, tv-sorozat, 32 epizódban)
- Bezva ženská na krku (2016)
- Strašidla (2016)
- Bajkeři (2017)
- Ten, kdo tě miloval (2018)
- Krejzovi (2018, tv-sorozat, 32 epizódban)
- Když draka bolí hlava (2018)